# Serhij Valjajev
Serhij Valentynovyč Valjajev (in ucraino Сергій Валентинович Валяєв?; Makiïvka, 16 settembre 1978) è un allenatore di calcio ed ex calciatore ucraino, di ruolo centrocampista.